# Fuerza Republicana
Fuerza Republicana (FR o FREP) es un partido político de ideología conservadora social de la provincia de Tucumán (Argentina) fundado el 2 de julio de 1988. Para 1995 el partido consigue gobernar la provincia de la mano de su fundador, Antonio Domingo Bussi.
Su actual líder político, Ricardo Bussi, hijo de Antonio Domingo Bussi, fue senador hasta 2007, cuando se postuló para gobernador de la provincia de Tucumán sin éxito.
Actualmente el partido forma parte de la coalición La Libertad Avanza.

## Historia
La aparición del general de división Antonio Domingo Bussi, incursionando en política tuvo como respaldo su actuación en la provincia de Tucumán como militar a cargo del Operativo Independencia entre 1975-1976 y como gobernador de facto de la Provincia hasta fines de 1977. Desde el retorno a la democracia muchos militares prefirieron el retiro, Bussi, por el contrario, resolvió volver a Tucumán y continuar su carrera política. 
En las elecciones de 1987 lo hace a través del partido "Defensa Provincial-Bandera Blanca", fundado por los Nougues a principios del siglo XX. Prácticamente sin campaña política y solo con un par de avisos de los diarios,[cita requerida] esa agrupación que no había superado los 500 votos desde 1983 obtuvo casi 80.000 votos colocando al Presidente de ese partido en una banca de Diputado Nacional por la provincia de Tucumán. 
Fundada el 2 de julio de 1988, en un contexto donde el poder de los partidos mayoritarios que prácticamente habían hegemonizado la competencia política durante la segunda mitad del siglo XX, el Partido Justicialista y la Unión Cívica Radical, comienza a erosionarse por los malos gobiernos[cita requerida] nace Fuerza Republicana consolidándose de manera tal que rompe la polarización y relega a la UCR a un tercer lugar lejos de la discusión política que de ahí en más quedará en manos del PJ y FR. En las elecciones de 1989 logra arrebatarle al peronismo en manejo de la Convención Constituyente convocada por el entonces Gobernador José Domato, además de quedarse con las bancas de Senadores Provinciales que históricamente habían pertenecido al PJ, además de un sinnúmero de Diputados Provinciales.[cita requerida]
Elecciones provinciales de Tucumán de 1991 pierde por la Gobernación de manos de Ramón Palito Ortega pero consolida su presencia nacional con 2 Diputados Nacionales y el Senador Nacional por la Minoría el Dr. Carlos Almirón.

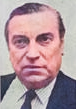
Antonio Domingo Bussi, fundador de FR y gobernador electo de la provincia de Tucumán

En las elecciones de 1995 alcanza la Gobernación de la Provincia por segunda vez.[cita requerida]
En 1999 el candidato de FR, Ricardo Argentino Bussi, pierde la Gobernación por menos de 1000 votos en una elección que fue calificada de sospechosa y caracterizada por el propio candidato a Gobernador por la frase: “Me acosté Gobernador de la Provincia y cuando desperté me habían robado la elección”.[cita requerida]
En ese mismo año el general Bussi deja la gobernación y pese a haber ganado legítimamente su banca en la Cámara de Diputados no puede acceder porque esta rechaza su diploma por tener causas judiciales por genocidio, apropiación de menores y enriquecimiento ilícito . Es de destacar que 5 años más tarde la Corte Suprema de justicia de la nación reconoció que fue un error y un exceso de poder la decisión de haberle privado del sitial para el cual el Pueblo de su Provincia lo había votado.[cita requerida]
En 1997 Bussi obtiene una banca como diputado Nacional, que renueva en el 2001 junto al Senador Nacional por la minoría que, en el sorteo, saldría tan solo por dos años.
Fuerza Republicana formó parte de Recrear para el Crecimiento (alineada con la Unión Pro).
En 2003 Fuerza Republicana volvió a triunfar, obteniendo las dos bancas por la mayoría al Senado nacional, y el propio Bussi fue elegido intendente de San Miguel de Tucumán; pero no pudo asumir: tres meses después de las elecciones fue detenido por la desaparición de Guillermo Vargas Aignasse, el 15 de octubre de 2003, causa en la que estaba como acusado junto al general Menéndez. Tenía además 600 casos más a enfrentar en la justicia, incluido uno relacionado con la gestión de cinco millones de dólares durante su gestión como gobernador. La orden de captura dictada por el juez Jorge Parache lo obligó a renunciar al cargo de intendente tras haber intentado infructuosamente revertir la acusación apelando al pacto de San José de Costa Rica. Se lo retuvo en el Liceo Militar Gregorio Aráoz de Lamadrid hasta diciembre de ese año, cuando se le concedió el beneficio del arresto domiciliario en virtud de su edad. En diciembre de 2004 la Cámara Federal de Apelaciones de Tucumán declaró que los delitos cometidos durante su período como gobernador constituían delitos de lesa humanidad, y decretó su procesamiento por ellos.
El 28 de noviembre de 2007, Bussi afrontó nuevos juicios orales, con Jorge Rafael Videla (expresidente de facto) y otros 15 exjefes militares del proceso de 1976. El 28 de agosto del 2008, Bussi fue condenado a prisión perpetua e inhabilitación a prisión domiciliaria, junto con Menéndez. Tras la confirmación por parte de la Corte Suprema de Justicia de dicha condena, Bussi fue dado de baja del Ejército, lo cual implica la pérdida de su rango y su condición de militar, a través de una resolución del Ministro de Defensa Arturo Puricelli el 27 de mayo de 2011. El fundador del partido falleció el 24 de noviembre de 2011.
Por ello Ricardo Bussi renunció a su banca de Senador Nacional para ir a recorrer la provincia desde la banca de Legislador Provincial que obtuvo en el año 2007.
En 2019 se alió con el Frente NOS del excombatiente de Malvinas Juan José Gómez Centurión para las elecciones de ese año, logrando poco más del 13% y 5 bancas en la legislatura tucumana.[cita requerida]

### Elecciones legislativas 2021
Para las elecciones legislativas del 2021 Fuerza Republicana se presenta llevando como cabeza de lista a Josefina María Bussi, hija de Ricardo. Con un total de 101.350 votos, no logran conseguir una banca.

### Elecciones 2023
En 2022 se consigue un acuerdo con el diputado Javier Milei, líder del frente La Libertad Avanza. Por lo que Fuerza Republicana se presentó a elecciones provinciales y nacionales en Alianza con dicho espacio. 
Para las elecciones provinciales, se presentó Ricardo Bussi como gobernador y el legislador Gerardo Huesen como vicegobernador. Además Bussi encabeza la lista de legisladores al congreso de Tucumán. Finalmente se consigue un magro resultado de cerca de 4% de los votos.
Para las elecciones nacionales, Bussi encabeza la lista de diputados nacionales por el distrito de Tucumán, en la alianza nacional La Libertad Avanza. En las elecciones primarias se logra un histórico resultado de 252.489, correspondientes al  27,60% del padrón electoral.

## Representantes

### Cámara de Diputados
|  | Mario Gerardo Huesen | Tucumán | 2023 | 2027 |

### Legislaturas provinciales
| Provincia | Alianza política | Alianza política                 | Órgano legislativo | Bloque             | Legislador                  | Legislador              | Mandato   |
| --------- | ---------------- | -------------------------------- | ------------------ | ------------------ | --------------------------- | ----------------------- | --------- |
| Tucumán   |                  | Fuerza Republicana (Apoyo a LLA) | Legislatura        | Fuerza Republicana |                             | Ricardo Argentino Bussi | 2023-2027 |
| Tucumán   |                  | Fuerza Republicana (Apoyo a LLA) | Legislatura        | Fuerza Republicana | Carlos Eduardo Verón Guerra | 2023-2027               |           |

## Resultados electorales

### Elecciones de orden provincial
|  | 44,03 % |

|  | 47,20 % |

|  | 35,77 % |

|  | 20,00 % |

|  | 5,28 % |

|  | 3,23 % |

|  | 3,26 % |

|  | 13,78 % |

|  | 4,17 % |

### Elecciones de orden nacional

#### Presidencia
|  | 2,62 % |

|  | 1,71 % |

|  | 29.86 % |

|  | 29.99 % |

|  | 55,65 % |

#### Congreso Nacional
|  | 34,91 % |

|  | 43,56 % |

|  | 33,71 % |

|  | 21,35 % |

|  | 42,77 % |

|  | 17,68 % |

|  | 20,95 % |

|  | 20,06 % |

|  | 29,75 % |

|  | 33,79 % |

|  | 6,85 % |

|  | 7,98 % |

|  | 7,97 % |

|  | 8,18 % |

|  | 15,80 % |

|  | 5,70 % |

|  | 10,47 % |

|  | 11,16 % |

|  | 30,34 % |